# Подмаренник вытянутый
Подмаренник вытянутый, или Подмаренник удлинённый (лат. Galium album) — вид травянистых растений из рода Подмаренник семейства Мареновые.

## Ботаническое описание
Многолетнее травянистое растение.

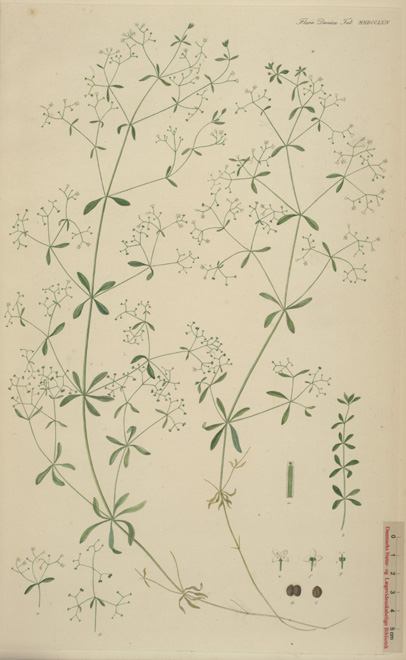
Galium palustre. Ботаническая иллюстрация Flora Danica ; Hft. 47, Tab. 2764) 1869.

Корень тонкий, вертикальный, буро-красный.
Стебель прямой, 50–120 см высотой, толстый, вздутый в узлах. Гладкий, голый, четырёхгранный с резко выступающими беловатыми рёбрами. Ветвится в верхней части, ветви растопыренные.
Нижние и верхние листья собраны в мутовки по 4, неодинаковые, средние — по 6, одинаковые. Продолговато-ланцетной формы, (12)20(25) мм длиной, около 3 мм шириной, тупые, почти сидячие, голые, только по краям шероховатые из-за редких шипиков, направленных вниз. Прицветные листья по 4 в мутовке, парные или одиночные, менее крупные (около 7 × 1,5 мм).
Соцветия метельчатые, терминальные на концах стеблей и ветвей, раскидистые, немногоцветковые. Состоят из полузонтиков на дважды тройчато разветвленных шероховатых цветоносах, которые длиннее листьев. Цветоножки равны или немного длиннее размера цветка, гладкие. Венчик белый с очень короткой трубкой или без нее, 3–3,5 мм в диаметре с яйцевидными, острыми лопастями. Пыльники жёлтые, тычиночные нити дуговидно загнуты внутрь цветка. Столбик на верхушке двураздельный.
Плоды 1,5 мм длиной, до 2,5 мм шириной, с двумя или часто с одним мерикарпием. Шаровидные, со слабо выраженной зернистой бугорчатостью.
Хромосомное число 2n = 96, 144.

## Распространение и экология
Ареал охватывает Среднюю и Атлантическую Европу, западное и восточное Средиземноморье, Балканы, Малую Азию.
На территории России встречается в Европейской части и на Кавказе.
Предпочитает влажные луга, берега рек.

## Классификация
Вид часто рассматривается в трибе со схожими близкородственными Подмаренником болотным (Galium palustre) и Подмаренником слабым (Galium debile), от которых отличается хромосомным числом (окто- и додекаплоиды 2n = 96 и 144, против диплодных и тетраплоидных экземпляров п. болотного c 2n = 24 и 48 и диплоидного п. слабого с 2n = 24) и определенными морфологическими признаками. Многими систематиками ранее выделялся как внутривидовой таксон вида П. болотный 

### Таксономия
- Galium elongatum C.Presl, 1819, Prodr. Fl. Sicul. : 59

Вид Подмаренник вытянутый включается в род Подмаренник (Galium) семейства Мареновые (Rubiaceae) порядка Горечавкоцветные (Gentianales), последовательно входящего в более крупные клады Ламииды → Астериды → Суперастериды → Эвдикоты → Цветковые растения. Таксономическая схема в соответствии с Системой APG IV по состоянию на июнь 2024 года:
|  |                          |  |                                   |                                   |                     |  | еще 4 семейства | еще 4 семейства |                           |  |  |  | еще 671 подтвержденный вид и 66 видов, ожидающих подтверждения |
|  |                          |  |                                   |                                   |                     |  | еще 4 семейства | еще 4 семейства |                           |  |  |  | еще 671 подтвержденный вид и 66 видов, ожидающих подтверждения |
|  |                          |  |                                   | порядок Горечавкоцветные          |                     |  |                 |                 | род Подмаренник           |  |  |  |                                                                |
|  |                          |  |                                   | порядок Горечавкоцветные          |                     |  |                 |                 | род Подмаренник           |  |  |  |                                                                |
|  | клада Цветковые растения |  |                                   |                                   | семейство Мареновые |  |                 |                 | вид Подмаренник вытянутый |  |  |  |                                                                |
|  | клада Цветковые растения |  |                                   |                                   | семейство Мареновые |  |                 |                 |                           |  |  |  |                                                                |
|  |                          |  | ещё 63 порядка цветковых растений | ещё 63 порядка цветковых растений |                     |  |                 | еще 611 родов   | еще 611 родов             |  |  |  |                                                                |
|  |                          |  |                                   | ещё 63 порядка цветковых растений |                     |  |                 |                 | еще 611 родов             |  |  |  |                                                                |

### Синонимы
- Galium elongatum f. submersum Glück
- Galium maximum Moris
- Galium palustre M.Bieb.
- Galium palustre f. elongatum (C.Presl) Borza
- Galium palustre subsp. elongatum (C.Presl) Lange
- Galium palustre unr. elongatum (C.Presl) Lange
- Galium palustre var. elatior Gaudin
- Galium palustre var. elongatum (C.Presl) Rchb.f.
- Galium palustre var. lanceolatum Uechtr.
- Galium palustre var. sempervirens Vayr.